# Меньшиков, Пётр Михайлович
Пётр Михайлович Меньшиков, в Указе о награждении — Менщиков (24 декабря 1918, п. Боровое, станица Щучинская, Кокчетавский уезд, Омская область, Степное генерал-губернаторство, РСФСР — 21 февраля 1970, Щучинск, Кокчетавская область, Казахская ССР, СССР) — старший сержант Рабоче-крестьянской Красной Армии, участник Великой Отечественной войны, Герой Советского Союза (1944).

## Биография
Родился 24 декабря 1918 года в посёлке Боровое станицы Щучинской Кокчетавского уезда Омской области, Степного генерал-губернаторства, Российской империи (ныне — в черте города Щучинска Акмолинской области Казахстана). Русский.
После окончания четырёх классов начальной школы работал на железной дороге.
В 1941 году Меньшиков был призван на службу в Рабоче-крестьянскую Красную Армию. С ноября того же года — на фронтах Великой Отечественной войны.
К сентябрю 1943 года гвардии старший сержант Пётр Меньшиков был помощником командира взвода 58-го гвардейского кавалерийского полка 16-й гвардейской кавалерийской дивизии 7-го гвардейского кавалерийского корпуса 61-й армии Центрального фронта. Отличился во время битвы за Днепр. 27 сентября 1943 года Меньшиков переправился через Днепр в районе деревни Нивки Брагинского района Гомельской области Белорусской ССР и принял активное участие в боях за захват и удержание плацдарма на его западном берегу, отразив несколько немецких контратак.
Указом Президиума Верховного Совета СССР «О присвоении звания Героя Советского Союза генералам, офицерскому, сержантскому и рядовому составу Красной Армии» от 15 января 1944 года за «образцовое выполнение боевых заданий командования на фронте борьбы с немецкими захватчиками и проявленными при этом отвагу и геройство» гвардии старший сержант Пётр Меньшиков был удостоен высокого звания Героя Советского Союза с вручением ордена Ленина и медали «Золотая Звезда» за номером 3042.
Также награждён медалями «За отвагу» (31.12.1942), «За оборону Сталинграда» (22.12.1942), «20 лет Победы в ВОВ» (1965 г.).
После окончания войны Меньшиков был демобилизован инвалидом 2-й группы. Проживал и работал механизатором в Щучинске.
Умер 21 февраля 1970 года, похоронен в Щучинске на Старом русском кладбище.
В честь Меньшикова названа улица в Щучинске.